# Vlag van Armenië
De vlag van Armenië (Armeens: եռագույն, Erraguyn) is op 24 augustus 1990 aangenomen en bestaat uit drie even hoge horizontale banen in de kleuren rood (boven), blauw (midden) en oranje. De vlag was oorspronkelijk de officiële vlag van dit land tijdens zijn korte onafhankelijkheid na de Eerste Wereldoorlog (tussen 1918 en 1920), en werd op 24 augustus 1990 weer aangenomen nadat Armenië onafhankelijk werd van de Sovjet-Unie. Op 15 juni 2006 werd de Wet op de Nationale Vlag van Armenië aangenomen door het Armeense Parlement.

## Symboliek
Er zijn verschillende interpretaties van deze kleuren, maar meestal wordt aangenomen dat het rood het bloed dat door de Armeniërs ter verdediging van hun land werd vergoten symboliseert, terwijl het blauw voor de Armeense lucht staat en het oranje voor de vruchtbare bodem van het land en de daarop werkzame boeren.
De officiële betekenis van de kleuren staat in de Armeense grondwet:
Het Rood beeldt het Armeens Hoogland uit, de continue strijd van het Armeense volk om te overleven, vasthoudendheid aan het christelijk geloof en de Armeense onafhankelijkheid en vrijheid. Het Blauw beeldt de wil van het Armeense volk om onder de vreedzame hemel te leven uit. Het Oranje beeldt het creatieve talent en het arbeidsethos van het Armeense volk uit.

## Ontwerp
De vlag toont die horizontale banen die elk een derde van de vlag innemen. De hoogte-breedteverhouding van de vlag is 1:2.
De kleuren van de Armeense vlag zijn in de Armeense wetgeving vastgelegd (als rood, blauw en oranje), maar zijn niet nader gespecificeerd. Daardoor worden er algemeen twee verschillende versies gebruikt. De meest voorkomende versie toont heldere kleuren; in de andere versie zijn de kleuren wat vager. De volgende tabel geeft bij benadering van beide versies de waarden van de drie kleuren in het RGB-kleursysteem:
|        | Heldere versie | Minder heldere versie |
| ------ | -------------- | --------------------- |
|        |                |                       |
| Rood   | 255-0-0        | 216-28-63             |
| Blauw  | 0-0-170        | 85-117-196            |
| Oranje | 255-153-0      | 239-107-0             |

## Geschiedenis

Alishan's ontwerp uit 1885 (ratio 1:2)

Vlag van de TDFR, 1918 (ratio 1:2)

Vlag van Armenië, 1918-1922 (ratio 2:3)

### Oudheid
In de loop van de geschiedenis waren er veel verschillende Armeense vlaggen. In de Oudheid voerden de Armeense dynastieën vlaggen met daarop afbeeldingen van dieren. Dit konden bestaande dieren zijn, zoals de adelaar, maar ook fantasiedieren als draken. Deze hadden veelal een religieuze betekenis. Deze vlaggen werden gebruikt als strijdvlag in veldslagen.
Toen het Armeense rijk over ging op het christendom, kwamen er vlaggen in gebruik die behoorden bij de verschillende dynastieën. De Artaxiad-dynastie gebruikte bijvoorbeeld een rode vlag waarop twee naar elkaar kijkende adelaars stonden, met in hun midden een bloem.

### 19e eeuw
Toen Armenië werd gesplitst tussen het Perzische en het Ottomaanse Rijk, verdween het idee van een Armeense vlag voor enige tijd. Pas in 1885 was het onderwerp weer aan de orde, toen de Armeense Patriottische Associatie in Europa te Parijs de begrafenis van Victor Hugo wilde bijwonen met een nationale vlag. Zij deden een beroep op een Armeens-katholieke priester, Ghevont Alishan, om een vlag te ontwerpen. Diens eerste ontwerp was, net als de huidige vlag, een horizontale driekleur, maar dan in de kleurencombinatie rood-groen-wit (het omgekeerde van de vlag van Bulgarije). Het rood staat hier voor Paaszondag ("Rode" Zondag) en het groen voor Tweede Paasdag ("Groene" Zondag); het wit werd gekozen om de combinatie te completeren. Alishan ontwierp ook een tweede vlag, tegenwoordig bekend als de "Nationalistische Armeense Vlag." Dit was ook een driekleur, maar dan met verticale banen in de kleuren rood, groen en blauw. Zij staan voor de kleuren die Noach zag nadat hij op de Ararat geland was. Dit ontwerp werd geïnspireerd door de vlag van Frankrijk en is — toevallig — hetzelfde als de fictieve vlag van de planeet Mars.

### Transkaukasische Democratische Federatieve Republiek
Na de laatste Russisch-Perzische Oorlog werd Perzisch Armenië in 1828 door het Russische Rijk geannexeerd. Het gebied werd bekend als Russisch Armenië. Toen het Russische Rijk in 1917 uiteenviel, verklaarde Russisch Armenië zich onafhankelijk van Rusland en stichtte de Transkaukasische Democratische Federatieve Republiek (TDFR) met Georgië en Azerbeidzjan. Deze staat werd na vijf weken in mei 1918 ontbonden, waarna de drie landen onafhankelijk werden. De Republiek heeft in haar korte bestaan geen officiële vlaggen of emblemen gebruikt. Er zijn echter historici die aan de federatie een goud-zwart-rode driekleur toekennen.

### Democratische Republiek van Armenië
Bij het uitroepen van de onafhankelijkheid werd de rood-blauw-oranje vlag aangenomen. Het enige verschil met de huidige vlag is de hoogte-breedteverhouding: waar deze destijds 2:3 was, is die nu 1:2. De keuze werd gemaakt op aanraden van Stepan Malkhasyan, en is gebaseerd op de kleuren van de Rubenian-dynastie (11e-13e eeuw): rood, blauw en geel. Het geel werd gelijk vervangen, omdat men dat mooier vond.

### Armenië in de Sovjet-Unie, 1920-1936
Op 29 november 1920 werd Armenië veroverd door het Rode Leger en werd de Armeense sovjetrepubliek (SSR) uitgeroepen. In de nieuwe grondwet, die op 2 februari 1922 werd aangenomen, werd een nieuwe vlag vastgelegd. Deze vlag was rood met in de linkerbovenhoek de letters ССРА, de Russische afkorting voor Socialistische Sovjetrepubliek Armenië.

? Vlag van de SSR Armenië, februari-maart 1922
? Vlag van de Transkaukasische Federatie, 1922-1936

Deze vlag bleef slechts iets meer dan één maand in gebruik, omdat op 12 maart de Armeense, Georgische en Azerbeidzjaanse sovjetrepublieken werden samengevoegd in de Transkaukasische Socialistische Federatieve Sovjetrepubliek, die op haar beurt onderdeel werd van de Sovjet-Unie. De vlag van deze republiek toonde een hamer en sikkel in een ster, omringd door de Russische letters ZSFSR (Zakavkazskaya Sovetskaya Federativnaya Socialisticheskaya Respublika, "Transkaukasische Socialistische Federatieve Sovjetrepubliek"). In 1936 werd deze federatie ontbonden en gingen Georgië, Azerbeidzjan en Armenië als aparte deelrepublieken verder.

### Armenië in de Sovjet-Unie, 1936-1991
Als deelrepubliek van de Sovjet-Unie kreeg de Armeense SSR weer een eigen vlag. Dit was vanaf 1936 een rode vlag met linksboven de Armeense afkorting, met daarboven een hamer en een sikkel. In eerste instantie was deze afkorting HKhSH, hetgeen West-Armeens is voor Haygagan Khorhurtayin Sodzialistakan Hanrabedutyun ("Armeense Socialistische Sovjetrepubliek"). In de jaren veertig werd dit veranderd in het Oost-Armeense HSSR (Hayastani Sovetakan Sotsialistikakan Respublika).
Op 17 december 1952 werd deze vlag vervangen door een rode vlag met in het midden een blauwe horizontale baan en in de linkerbovenhoek een goudkleurige hamer, sikkel en ster. Deze vlag bleef in gebruik tot Armenië in 1991 onafhankelijk werd en gelijk de rood-blauw-oranje driekleur weer in gebruik nam (maar nu met een hoogte-breedteverhouding van 1:2). Deze driekleur werd in de jaren ervoor al gebruikt door de onafhankelijkheidsbeweging.

? Vlag van de SSR Armenië,1936-1940
? Vlag van de SSR Armenië,1940-1952
? Vlag van de SSR Armenië, 1952-1990

## Vlaginstructie
Volgens de Armeense vlaginstructie moet de nationale vlag dagelijks op de volgende locaties gehesen worden:
- openbare gebouwen;
- het presidentsgebouw;
- het gebouw van de Nationale Assemblee;
- het gebouw van het Constitutioneel Gerechtshof van Armenië;
- kantoren van Armeense vertegenwoordigende organen, waaronder ambassades.

De Armeense wet moedigt burgers aan om thuis de vlag te laten wapperen, zolang de vlag hoger dan 2,5 meter boven de grond hangt. Het is verboden om vuile, vervaagde of vernielde vlaggen te gebruiken.

### Vlagdagen

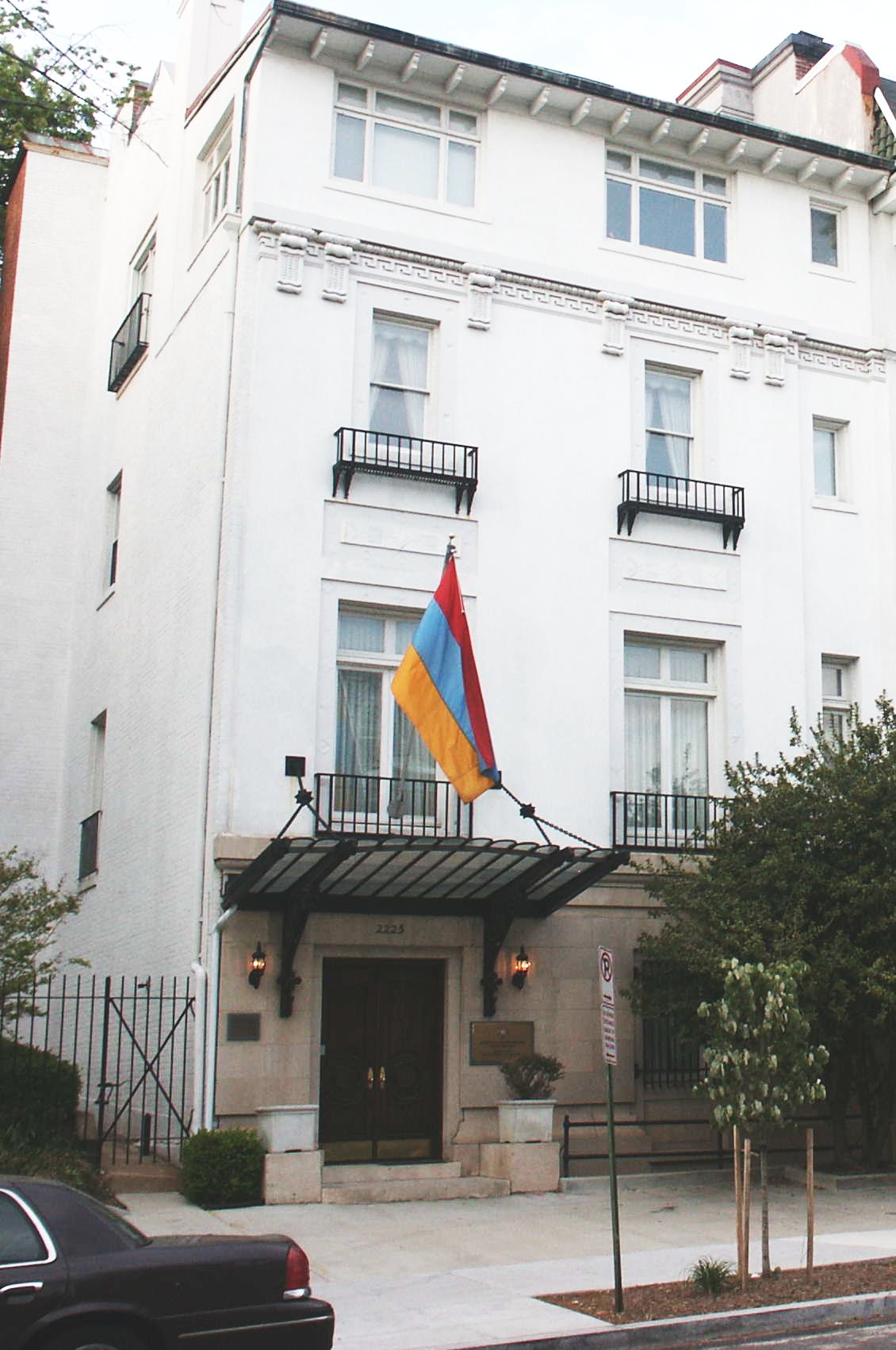
De Armeense vlag wappert aan de Armeense ambassade in Washington D.C.

Op de volgende dagen is het uitsteken van de vlag verplicht:
- 1 en 2 januari – Nieuwjaarsdag;
- 6 januari – Kerstmis;
- 8 maart – Internationale Vrouwendag;
- 7 april – Moederschaps- en Schoonheidsdag;
- 24 april – Herdenkingsdag van de Armeense genocide, 1915;
- 1 mei – Dag van de Arbeid;
- 9 mei – Dag van de Overwinning en Vrede;
- 28 mei – Dag van de Eerste Armeense Republiek (ter ere van de republiek van 1918);
- 5 juli – Dag van de Grondwet (in 1995 aangenomen);
- 21 september – Onafhankelijkheidsdag (1991);
- 7 december – Herdenkingsdag van de Spitak-aardbeving van 1988.